# Steven Norris
Steven John Norris (né le 24 mai 1945 à Liverpool) est un homme politique et homme d'affaires britannique du Parti conservateur. Norris est député d'Oxford-Est de 1983 à 1987. Après avoir perdu de peu ce siège marginal en 1987, il revient à la Chambre des communes lors d'une élection partielle pour Epping Forest en 1988, qu'il occupe jusqu'en 1997. Il est ensuite choisi par les membres du Parti conservateur pour être le candidat conservateur à la mairie de Londres en 2000 et 2004, où il obtient respectivement 42 % et 45 %, arrivant deuxième derrière Ken Livingstone mais devant la part des voix du Parti conservateur pour l'Assemblée du Grand Londres.

## Jeunesse et carrière
Norris fréquente le Liverpool Institute for Boys, un lycée, de 1956 à 1963, où il est préfet en chef. Il obtient un prix en études sociales et est diplômé du Worcester College d'Oxford, où il est président de la University Law Society. Après avoir obtenu son diplôme, il poursuit une carrière dans les industries de l'ingénierie et de l'automobile et entre en politique après son élection au conseil du comté de Berkshire en 1977, où il devient chef adjoint.

## Carrière parlementaire et ministérielle
En 13 ans en tant que député, Norris est nommé secrétaire parlementaire privé de William Waldegrave, au ministère de l'Environnement ; de Nicholas Ridley au ministère du Commerce et de l'Industrie; et de Kenneth Baker au ministère de l'Intérieur. Il est ensuite promu ministre des Transports de Londres par John Major en 1992, où il est responsable de l'extension de la ligne Jubilee, la plus grande extension du réseau du métro de Londres à ce jour.

## Rôles dans les transports publics
L'expertise de Norris sur les questions de transports publics l'amène à occuper les postes de président du Conseil national de la stratégie cycliste, de directeur général de la Road Haulage Association et de président de la Motor Cycle Industry Association, ainsi que de commissaire auprès de la Commission indépendante des transports. Il est également parrain de l'association caritative de cyclistes Sustrans et de la Campaign for Better Transport (UK) Trust.

## Questions d'égalité
Norris est un défenseur de l'égalité des gays et des lesbiennes devant la loi en tant que député et plus tard en tant que candidat à la mairie. Norris prend notamment pris la décision d'écrire au président du Parti conservateur, Chris Patten, pour suggérer que le parti inclue un âge égal de consentement dans son prochain programme électoral. Cette modification de la loi est finalement réalisée en 2001 sous le gouvernement Blair.
De plus, Norris crée le Groupe parlementaire conservateur pour la réforme du droit des homosexuels auprès du bureau des whips du parti et du Comité 1922. Réalisant que le parti ne s'engagerait pas manifestement en faveur de l'égalité de l'âge de consentement, le groupe décide de faire pression sur les ministres et les départements individuels avec un programme de changement. Cela comprend une révision de la loi de 1967 sur les infractions sexuelles afin de permettre un âge égal de consentement, ainsi que d'autoriser les gays et les lesbiennes à servir ouvertement dans les forces armées ; soutenir une politique de poursuites judiciaires plus libérale en Écosse ; l'application des conseils existants du ministère de l'Intérieur contre la piégeage policier et une image plus positive du Parti conservateur sur les questions d'égalité. Norris est également l'un des rares conservateurs éminents qui ont fait pression contre l'article 28 discriminatoire, apparemment destiné par ses partisans à interdire l'enseignement de l'homosexualité dans les écoles, qui est ensuite abrogé par le gouvernement Blair et abandonné par le Parti conservateur de David Cameron.

## Candidatures à la mairie de Londres
En septembre 1999, Norris se présente contre Jeffrey Archer pour l'investiture du Parti conservateur à la mairie de Londres. Archer a été initialement sélectionné comme candidat par les membres du parti, mais est contraint de se retirer plus tard cette année-là après qu'il soit révélé qu'il a commis un parjure dans une affaire de diffamation. Archer est ensuite reconnu coupable du crime et emprisonné. Norris est ensuite sélectionné comme candidat du Parti conservateur, obtenant 42 % des voix contre le maire de Londres élu, Ken Livingstone.
En novembre 2002, Norris annonce son intention de se présenter à nouveau à la mairie de Londres. En février 2003, il est de nouveau sélectionné comme candidat du parti lors d'un scrutin auprès des membres du parti à Londres. Son programme comprend des plans pour les services du métro de Londres en dehors des heures d'ouverture et une approche de la criminalité basée sur la théorie des « vitres brisées » défendue par le maire de la ville de New York, Rudy Giuliani.
En 2008, il renonce à se présenter, Boris Johnson devient le candidat du parti et est élu.

## Carrière dans les Affaires
Dans le secteur des infrastructures, il est président du Conseil de la National Infrastructure Planning Association et président de Driver Group plc. Dans le domaine des transports, il est membre du conseil d'administration de Transport for London sous la direction du maire Boris Johnson. Il est vice-président du constructeur d'autobus Optare. Il est membre principal du conseil d'administration de Cubic Corporation de San Diego, en Californie, spécialiste des technologies de défense et de transport, de 2014 à 2021, date à laquelle la société est vendue à Elliott et Veritas Capital. Il reste conseiller auprès des entreprises britanniques. Il est président d'Evtec Automotive Limited, un fournisseur de premier rang principalement de Jaguar Landrover. Il est nommé président de Jarvis en 2003. Il est également président de London Resort Company Holdings, développeur du projet de resort de 3,5 milliards de livres sterling dans le Kent.

## Engagements caritatifs
Norris est un ancien président des Prince Michael International Road Safety Awards, actuellement vice-président du Royal National Institute for the Deaf et de l'Institute of Advanced Motorists, mécène de la Fondation d'urologie et président de la Surrey Canal Sports Foundation. Il est membre éminent de la Royal Institution of Chartered Surveyors, membre du Chartered Institute of Logistics and Transport, membre du Chartered Institute of Highways and Transportation, membre de l'Institution of Civil Engineers et membre honoraire de l'Association for Project. Gestion. Il est également président d'Intelligent Transport Systems UK (ITS UK), l'association industrielle nationale pour la technologie des transports.